# 西湖 (广州)
西湖，也称仙湖、药洲，是中国广州市昔日的一处人工湖泊。位于现时的越华路华宁里、教育路的两侧，东至流水井(街)、西至朝观街(原名潮灌街)。南汉时在甘溪西支下游处开凿的人工湖，是南汉国主南宫园林的主体部分，因位于当时广州子城之西，故名西湖。又因南汉国主聚集方士在湖中一洲炼丹，制长生不老药，固又名药洲、仙湖。湖内有药洲、宝石桥(也称七块石桥，今存七块石街)、黄鹂港(今存黄坭巷)、九曜石(今存九曜巷)，均为广州的名胜古迹，其中“药洲春晓”为明代羊城八景之一。明朝成化年间，甘溪改道流入东濠后水源断绝，逐渐淤塞。清代变成下水道，现时南方剧院内的池塘为西湖的残迹。